# Venelina Venevová
Venelina Venevová (bulharsky Венелина Венева) (* 13. června 1974, Ruse) je bulharská atletka, jejíž specializací je skok do výšky.
V roce 1991 získala na juniorském mistrovství Evropy v řecké Soluni stříbrnou medaili . Další výrazný úspěch zaznamenala v roce 2000, kdy skončila čtvrtá na halovém ME v Gentu. V témž roce obsadila deváté místo na letních olympijských hrách v Sydney. O rok později získala bronzovou medaili na halovém MS v Lisabonu, kde ve finále překonala 196 cm. Stříbro zde získala Ukrajinka Inga Babakovová a zlato Švédka Kajsa Bergqvistová. Na světovém šampionátu 2001 v kanadském Edmontonu skončila čtvrtá. Těsně pod stupni vítězů, na čtvrtém místě se umístila také na mistrovství světa v Paříži v roce 2003. Na olympiádě v Athénách 2004 neprošla sítem kvalifikace. Bronzovou medaili vybojovala na halovém ME 2005 v Madridu.
Jeden z největších úspěchů své kariéry zaznamenala v roce 2006 na mistrovství Evropy v Göteborgu, kde ve finále napodruhé skočila 203 cm a získala stříbrnou medaili. Mistryní Evropy se stala Belgičanka Tia Hellebautová, která stejnou výšku překonala napoprvé. O rok později skončila bronzová na halovém mistrovství Evropy v Birminghamu. Medaile ji byla však později odebrána, když měla pozitivní dopingovou zkoušku na testosteron . Následně dostala dvouletý trest, který ji vypršel 2. dubna 2009. 

## Osobní rekordy
- hala – (202 cm – 2. února 2002, Lodž)
- venku – (204 cm – 2. června 2001, Kalamata)